# Ріс Маршалл
Ріс Маршалл (англ. Rhys Marshall, нар. 16 січня 1995, Північна Ірландія) — північноірландський футболіст, захисник команди «Гленавон» і Молодіжної збірної Північної Ірландії з футболу.